# Ludwig Dionysius
Ludwig (Louis) Dionysius (* 21. August 1868 in Luisenbrunn, Kreis Gnesen; † 9. Februar 1922 in Schilkowitz im Landkreis Wohlau) war ein deutscher Verwaltungsbeamter.

## Leben
Ludwig Dionysius studierte an der Rheinische Friedrich-Wilhelms-Universität Bonn Rechtswissenschaften. 1888 wurde er im Corps Saxonia Bonn recipiert. Zweimal zeichnete er sich als Consenior aus. Nach Abschluss des Studiums und Promotion zum Dr. iur. absolvierte er das Referendariat. Von 1896 bis 1897 war er Regierungsreferendar bei der Regierung in Minden. Nach bestandenem Examen wurde er Regierungsassessor. Dionysius wurde 1904 zum Landrat des Kreises Gnesen ernannt. Nachdem mit der Unterzeichnung des Versailler Vertrags am 28. Juni 1919 der Kreis Gnesen offiziell an Polen abgetreten worden war, wurde Dionysius am 2. September 1919 in den einstweiligen Ruhestand versetzt. Zuletzt lebte er auf seinem Rittergut Luisenbrunn. Dionysius saß im Provinziallandtag der Provinz Posen. Von 1908 bis 1913 vertrat er den Wahlkreis Bromberg 4 (Gnesen, Witkowo) im Preußischen Abgeordnetenhaus. Er gehörte der Fraktion der Konservativen Partei an.